# Pristimantis caryophyllaceus
Pristimantis caryophyllaceus är en groddjursart som först beskrevs av Barbour 1928.  Pristimantis caryophyllaceus ingår i släktet Pristimantis och familjen Strabomantidae. IUCN kategoriserar arten globalt som nära hotad. Inga underarter finns listade i Catalogue of Life.